# Артиш Марія Іванівна
Артиш Марія Іванівна (Марічка Артиш), 12 жовтня 1971, Івано-Франківськ — громадська діячка, експертка з питань управління, формування мереж та PR.

## Біографія
Марічка Артиш народилася 12 жовтня 1971 року в Івано-Франківську (Україна).
Виросла в родині вчителів, єдина дитина в сім'ї. Її батько, Іван Артиш, був у числі ініціаторів реставраційних і консерваційних робіт Скиту Манявського та Домініканського собору в Богородчанах, історико-краєзнавчих конференцій, заборонених після 1970 р. компартійними органами з ідеологічних міркувань.
Після закінчення школи, у 1989 р. стає активісткою молодіжного патріотичного руху, як «сестричка» Студентського Братства Івано-Франківська (входила до керівництва філією СБ Прикарпатського національного університету, тоді — Педагогічного інституту) та «голос» співочого гурту «Рій», учасники якого першими в Україні збирали та виконували повстанські пісні (1990—1991).
Улітку 1990 р. у складі групи з 11 осіб від Студентського Братства Івано-Франківська під керівництвом Павла Андрусяка в підтримку ініціативи московського товариства української мови «Славутич» бере участь в мистецькому поході «Дзвін-90». Побиття їхньої групи, зорганізоване спецслужбами в містечку Кам'янка на Чернігівщині, спровокувало масові протестні мітинги в Чернігові, які, в свою чергу, змусили владу відкрити кримінальну справу та написати про похід тодішню центральну пресу.
У 1990 р. під час Студентської революції на граніті ініціює роботу прес-центру в Івано-Франківську, тримає зв'язок з івано-франківськими «братчиками» в Києві та подає оперативну інформацію до місцевої преси. Тоді ж спільно з Іваном Андрусяком ініціюють низку публікацій маловідомих творів українських поетів, репресованих за часів Союзу.
У тому ж таки 1990 р. долучається до відновлення Пласту — Національної Скаутської Організації України, спершу як виховниця дітей віком 6-11 р. в Івано-Франківську, допомагає з низкою гуманітарних проектів на кшалт «Пласт Австралії — дітям Чорнобиля» (оздоровлення дітей із Чорнобильської зони в Карпатах). Входить до числа шести перших в Україні дійсних членів Орлиного Кругу, ступінь отримала після кваліфікаційного вишколу в 1992 р. (вищий ступінь у Кадрі Виховників Пласту, дає право голосу на світових форумах організації).
Зусиллями Марічки та її чоловіка Ярослава Танчака, у 1993 р. станиця Івано-Франківськ отримує 2-поверхову будівлю в центрі міста як приміщення для занять (т. зв. «пластову домівку»), яке використовує до сьогодні. У 1994 р. розпочала процес повернення в Україну підрозділу Куреня УСП/УПС «Ті, що греблі рвуть», створила українську Плавню «Черемош» і була її першою координаторкою. Організатор перших на Івано-Франківщині святкувань Дня Пластової Присяги (1995, 1997).[джерело?]
У 1995-2002 рр. входила до всеукраїнського проводу Пласту як координатор виховних програм для дітей, розробила і впровадила концепцію навчально-вишкільної системи Пласту в Україні, адаптувала і розробила низку навчальних програм для дорослих, підготувала групу тренерів для України. Особисто зорганізувала і провела понад 50 вишколів (тренінгів) в Україні, Польщі, Німеччині та Аргентині, 8 таборів в Україні і Великій Британії.
У 1996 р. на прохання Засновника Орлиного Круга пл. сен. Теодозія Самотулки започаткувала проєкт «Майстерня Старого Орла» як спеціалізаційні дошколи (курси підвищення кваліфікації) діючих виховників, який Пласт України реалізує дотепер.[джерело?]
У 2001—2002 рр. була обрана станичною Івано-Франківська. Тоді ж ініціювала в Івано-Франківську відзначення 10-річчя УПН на всеукраїнському рівні за участі всіх поколінь виховників і новацтва, проєкт «Почесні члени Пласту», який було масштабовано на всеукраїнському рівні і дає змогу залучати до організації меценатів із числа громадянства.
У 2004 р. під час Помаранчевої революції ініціювала створення в приміщенні Івано-Франківського міськвиконкому та координувала працю загальноміського інформаційного центру, який оприлюднював для громади міста новини з Майдану в Києві та ін. містах.[джерело?]
Голова мандатної комісії КПЗ України в 2006 р., статутової — ву2010 р. Впродовж 2006—2012 рр. входила до світового Проводу Пласту як Головна Булавна УПН (координатор виховних програм у країнах Європи, Пн. та Пд. Америки, Австралії). У 2008—2010 рр. на прохання Богдана Гаврилишина втілила масштабний проєкт із оптимізації діяльності організації, який уключав в тому числі розробку першої цілісної стратегії розвитку, проєкту змін до Статуту. Тоді ж опрацювала Напрямні діяльності та сформувала Наглядову Раду Благодійного Фонду Богдана Гаврилишина (який починався як Фонд Розвитку Пласту), координувала роботу Комітету з оцінки та моніторингу проєктів.
У 2010 р. пройшла сертифікацію як тренерка Міжнародної Організації Праці (International Labour Organization) за програмою «Розпочни і вдосконалюй свій бізнес», реалізувала програму для власниць малого бізнесу в Івано-Франківську та Луцьку. У 2009—2011 рр. з ініціативи Б. Гаврилишина отримала ступінь Master of Business Administration (MBA) у МІМ-Київ.
З нагоди 100-річчя Пласту в 2011 р. було ініційовано проєкт «100 видатних пластунів» і внесено ім'я Марічки Артиш до Списку відомих пластунів.

## Проєкти та програми
За часів активності в Пласті НСОУ, ініціювала і залучила грантове фінансування для кількох інноваційних проєктів, у тому числі:
- «Школа Організаційного розвитку» для провідників НДО, реалізований в Івано-Франківській, Львівській та Закарпатській обл. за підтримки Фонду розвитку демократії Посольства США в Україні (2005);
- «Українська родина», реалізований в Україні силами сімей пластунів, а в 2005 р. за часткової підтримки Міністерства у справах сім'ї та молоді (2003—2005)[25];
- «На перехресті світів» із розробки інноваційної навчально-діагностичної програми для сімей, реалізований в Україні за підтримки Канадського агентства міжнародного розвитку, Посольства Канади в Україні, Канадсько-українського гендерного фонду (2002—2003)[26][27].

Упродовж 2004—2012 рр. чоловік Ярослав переніс 4-и інсульти і отримав 2-у групу інвалідності пожиттєво, а дочка Катерина провела шість років в лікарнях в тяжкому стані. Тому Марічка була змушена «осісти» в Івано-Франківську, але попри професійну зайнятість і обов'язок забезпечувати родину (в сім'ї ще є двоє синів, Олекса і Захар), започатковує низку суспільних проектів.
У 2010 р. спільно з місцевими підприємцями за прикладом груп самодопомоги створює Групу розвитку бізнесу, неформальну спільноту власників та управлінців, яка виконує роль «швидкої допомоги» для бізнесу, «мобільної» Дорадчої Ради. Учасники групи змінили середовище міста, спонукали місцевий бізнес активно долучатися до соціально-значущих ініціатив, особисто підтримали та інвестували в:
- Літературно-музичні вечори «Доторкнися до Коронації!»[30][31];
- Регіональні конференції BizCamp[32] у форматі barcamp (Івано-Франківськ, Рівне);
- Проєкт «майстерень управління» Owners for Owners / Власники для Власників[33] у форматі Peer-to-peer;
- Ініціативи Тепле Місто[34] та Промприлад. Реновація[35];
- Проєкт підтримки дитячої літератури Смачне читання[36], до втілення якого долучаються українські видавництва та автори[37];
- Щорічні зустрічі Open Business Space у форматі Open Space, які з легкої руки др. Богдана Гаврилишина отримали неформальну назву «Український Давос»[38][39][40].

Кожен з проектів унікальний змінами в громадах, людях, ініціативах та компаніях, які він провокує або підтримує. Так, освітня трансформаційна гра-симулятор Світ Громад виникла як ідея на Open Business Space в 2016 р., перша версія тестувалася в 2017 р., а на OBS'2018 розробники презентували її новий формат Co-opetition.
Упродовж 2017 р. вела в прямому ефірі щотижневу програму «Купа грошей» на радіо «Західний Полюс», яка знайомила мешканців міста з маловідомими ініціативами та проє'ктами і стала для більшості учасників першим досвідом публічного виступу.

## Видання, публікації
Підготувала особисто низку видань для Пласту НСОУ, серед них:
- Посібники Пласту НСОУ з методики ведення виховної праці з дітьми 6-11 років «Книга братчика і сестрички», організації та проведення навчально-вишкільних та виховних таборів («Вишколи для виховників УПН. част 1. Напрямні щодо організації та проведення вишколів виховників УПН», "Вишколи для виховників УПН. част 2. Організація та проведення вишколу впорядників Уладу Пластунів Новаків та Пластунок Новачок «Рада Орлиного Вогню», «Правильник таборів УПН», 2000—2002);
- Ілюстроване видання Пласту НСОУ для дітей 6-7 років «Жовтодзюб. Перша новацька книжечка» (1997, 2000);
- Бібліотечка для виховників УПН Пласту НСОУ «Працюємо разом» (1997);
- Видання для батьків «Навіщо моїй дитині Пласт? Про що запитують батьки…»[47] (2001, 2005, 2008);
- Довідник пластових родин в Україні (2005).

Упродовж 2015—2017 рр. вела рубрику «Економіка з розумом» в журналі «Слово» і подарувала виданню ідею зустрічей «Читання з Богом!».
Під час епідемії коронавірусу з метою інформаційної підтримки бізнесу ініціювала блог на новинному порталі КУРС.

## Нагороди, відзначення
- Перше місце в конкурсі «Кращі ініціативи жінок України для економічного розвитку місцевих громад»[51][52](2017);
- Відзнака «За особистий внесок у розвиток спільноти МІМ-Київ»[53](2012);
- Переможниця Першого національного конкурсу «Підприємницький талант України 2012»[54] в номінації «Соціально відповідальний бізнес» (2012);
- Переможниця Національного конкурсу «Корпоративне волонтерство в Україні — 2011»[55] в номінації «Освіта та культура» в категорії «Середній та малий бізнес» (2011);
- Орден Св. Юрія в бронзі за тривалу громадську працю в Проводі Пласту України (1999);
- Грамота заслуги за громадську працю в Пласті України (2000);
- Переможниця міського конкурсу освітян «Виховник року» (1997)[56][57].

## Галерея

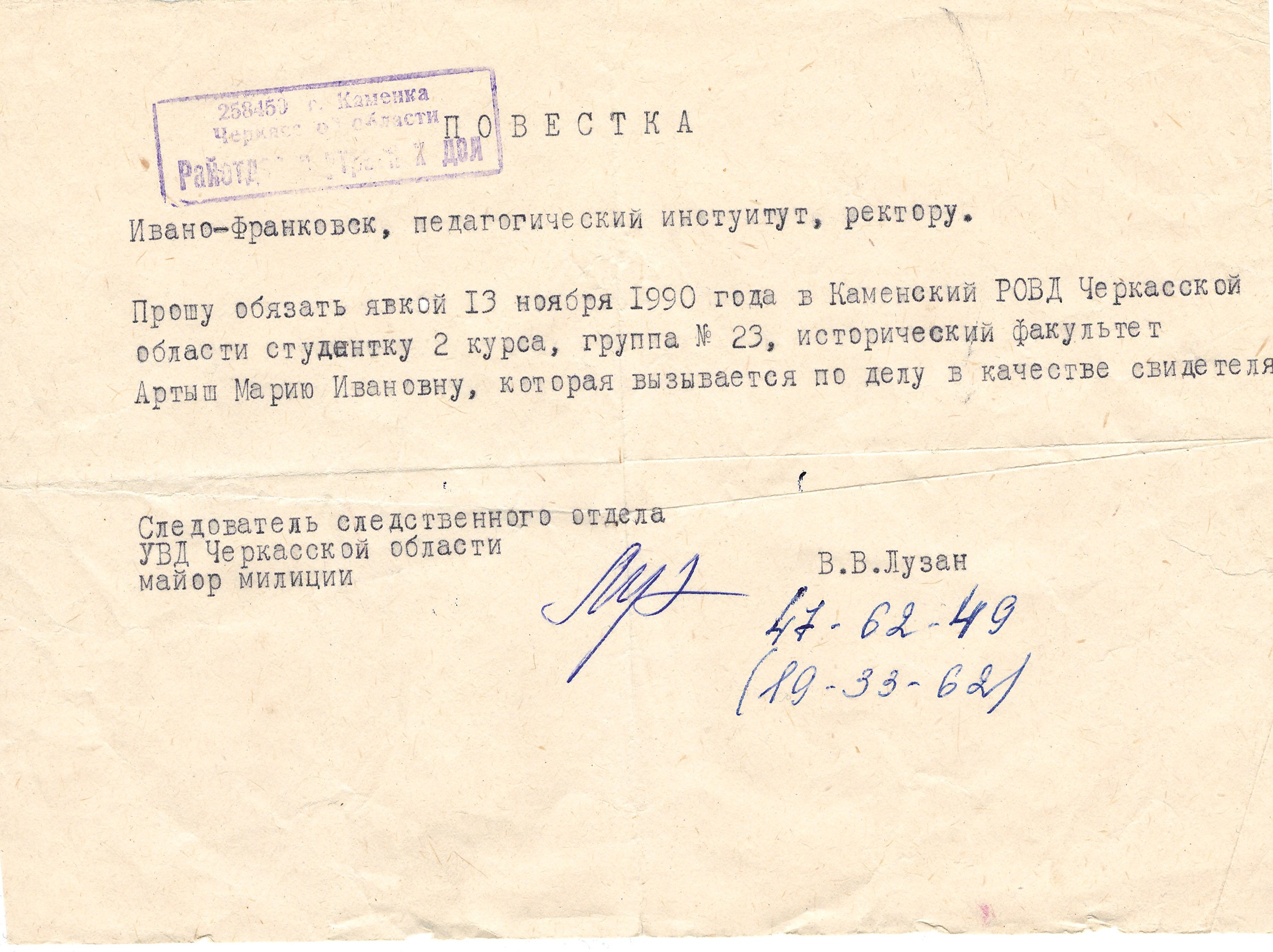
Повістка, 1990 р.
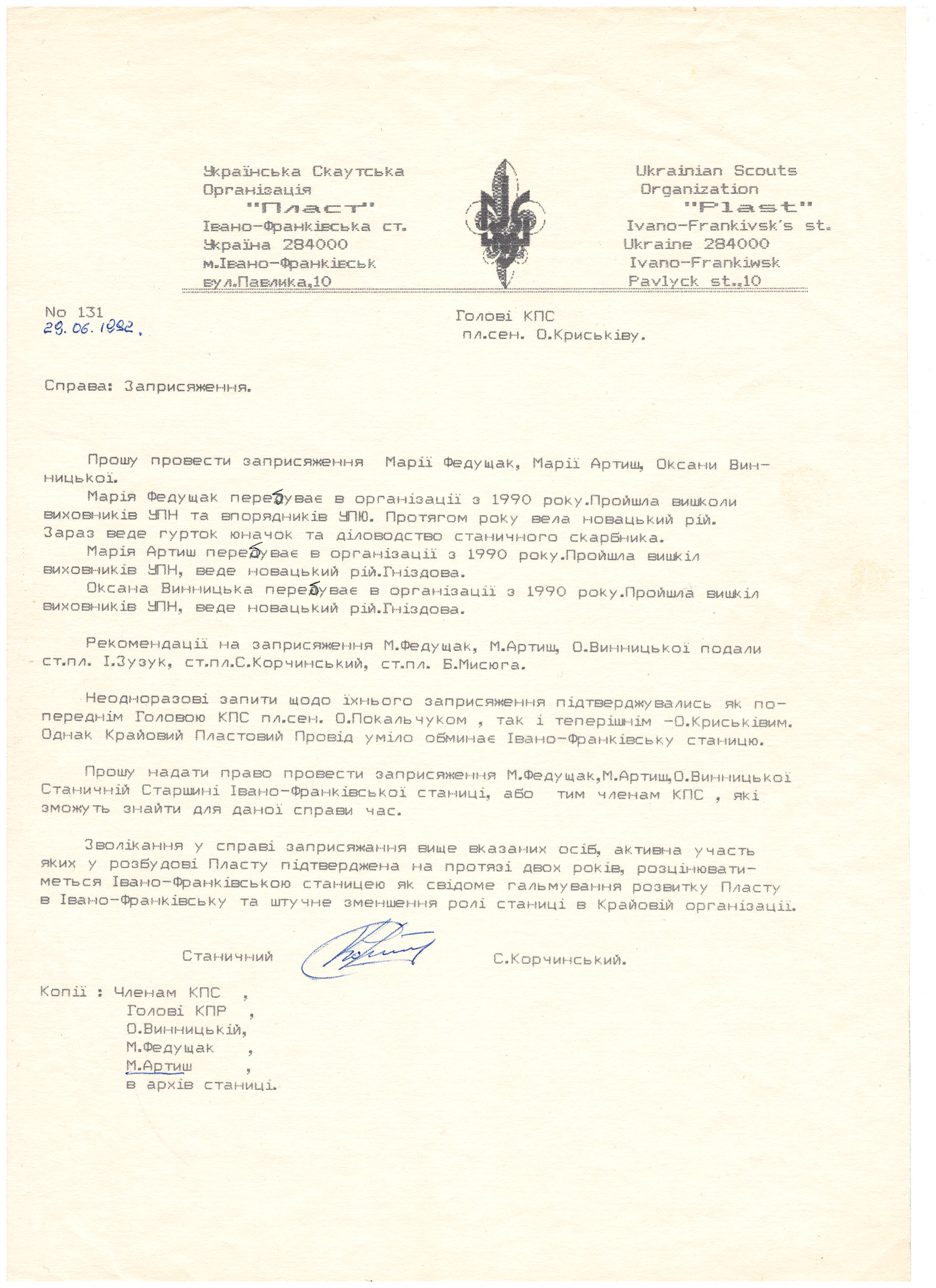
Заприсяження, 1992 р.
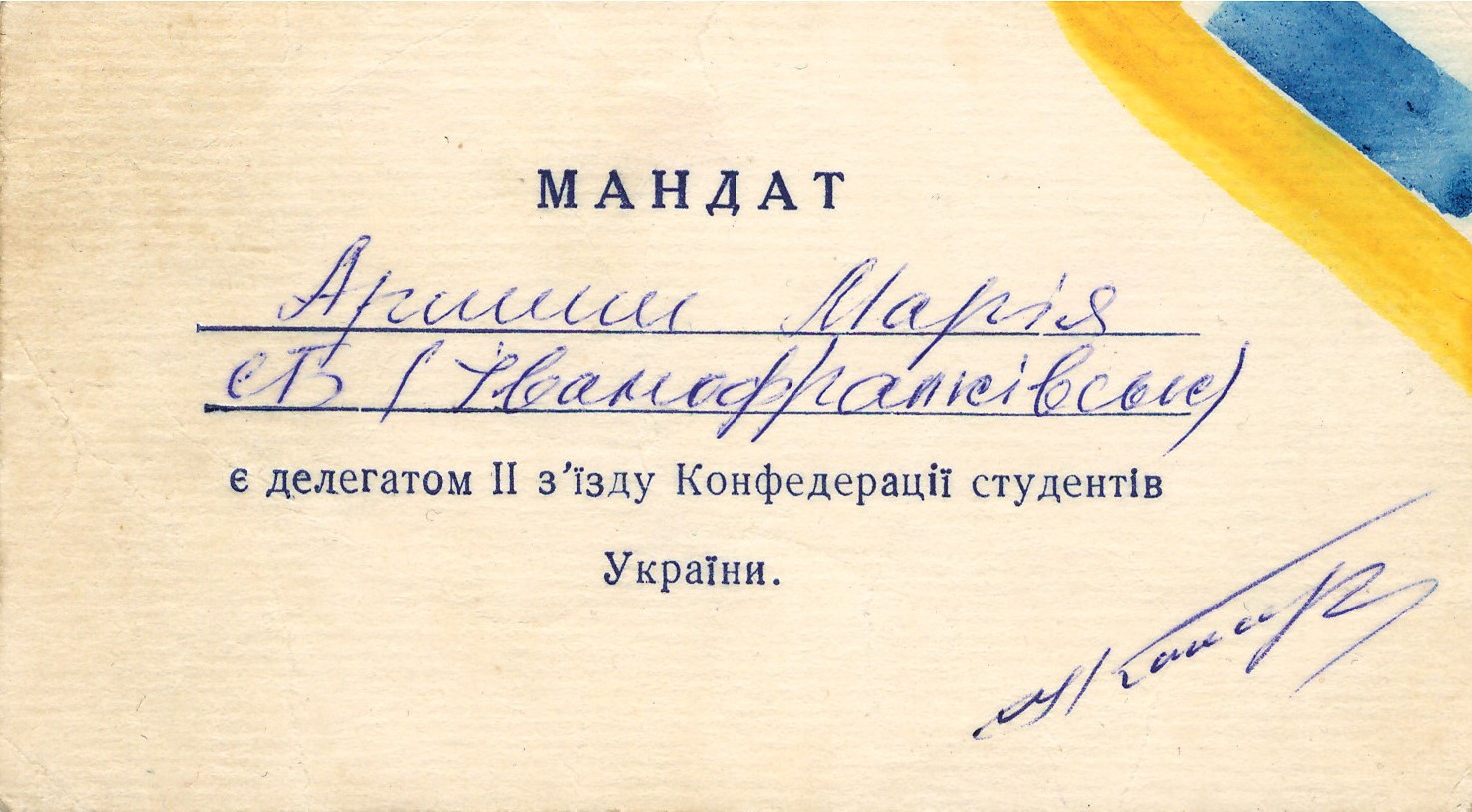
Мандат
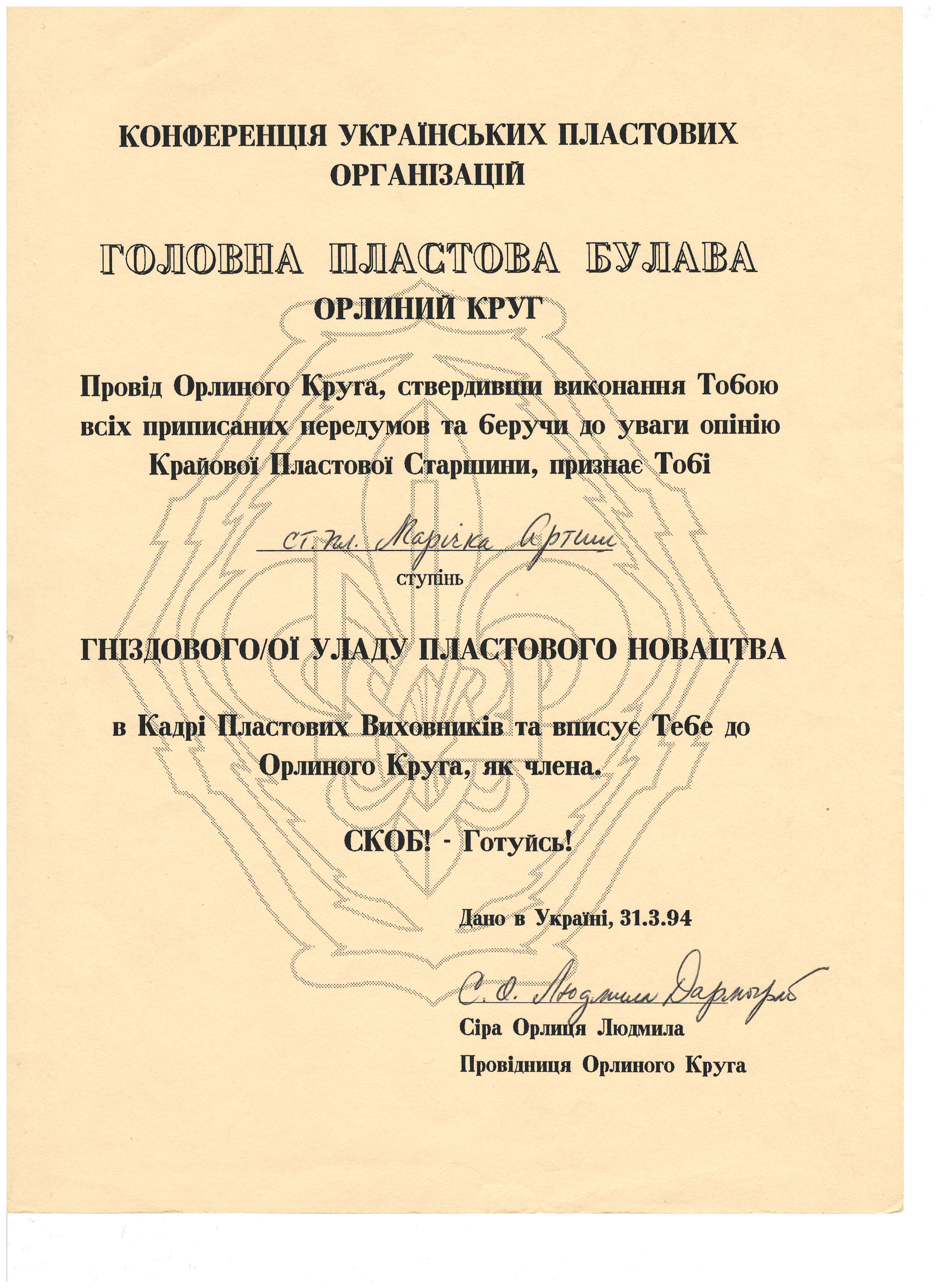
Головна Пластова Булава, 1994 р.
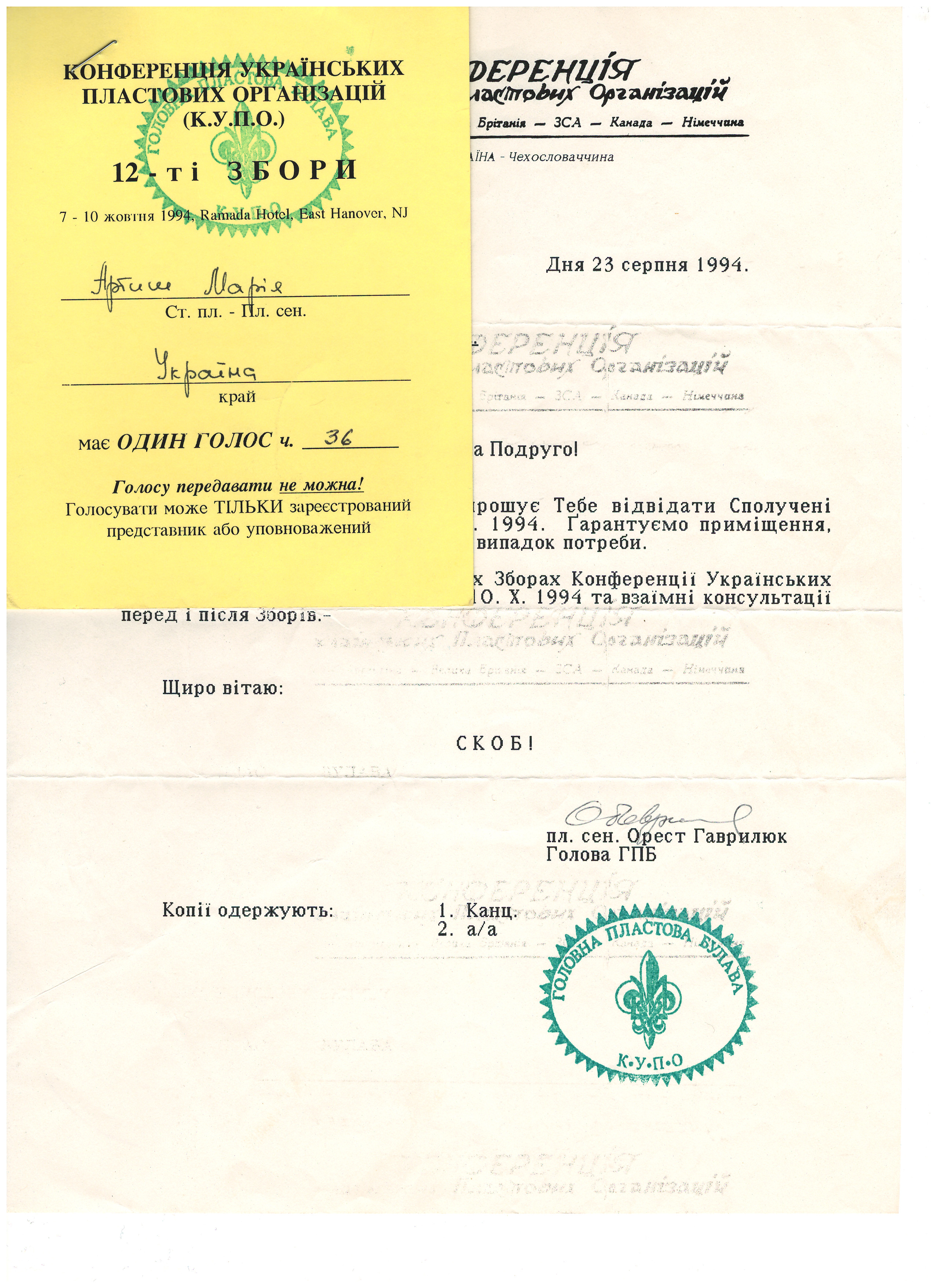
К.У.П.О, 1994 р.
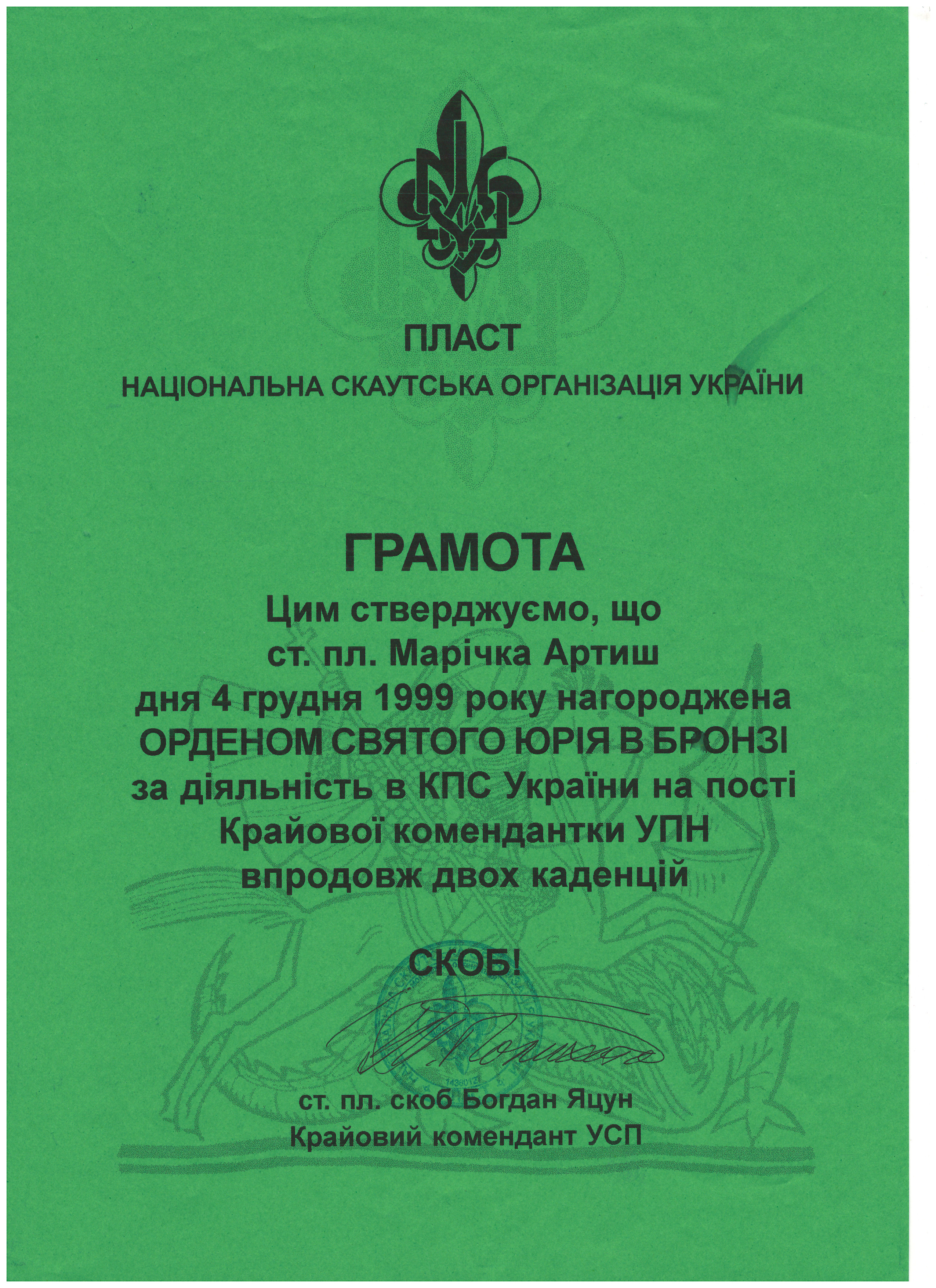
Орден Св. Юрія в бронзі, 1999 р.
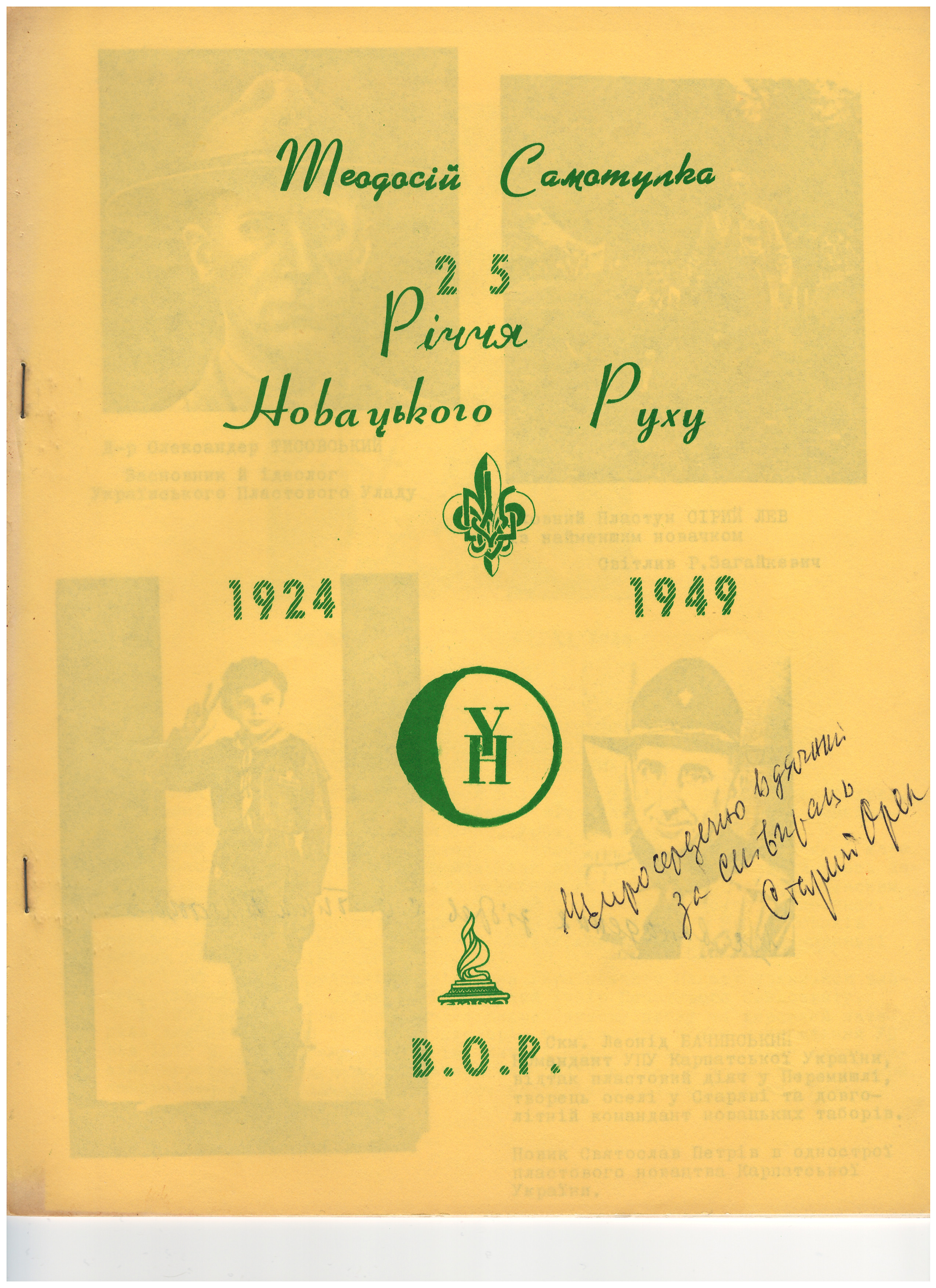
Книга Теодосія Самотулки з підписом